# Nostradamus
Nostradamus, egentlig Michel de Nostredame, (født 14. december 1503, død 1. juli 1566) var en fransk læge, astrolog og matematiker. Han er især kendt for sine profetier, Centuria, som han publicerede i 1555. 
Nostradamus studerede i sin ungdom medicin og blev med tiden kendt for behandling af pestsyge. Nostradamus blev en prominent læge ved det franske hof, hvor han blandt andet stillede et horoskop for kong Henrik 2.
Efter Nostradamus' død har hans Centuria fascineret generationerne. Kritikerne mener, at det er muligt at tolke hans profetier præcis som man vil, men trods det, eller måske på grund af det, har hans spådomme endnu i vore dage en fascinerende tiltrækningskraft.
I 1781 blev hans værker forbudt af paven, fordi en forudsigelse kunne tolkes til at forudsige pavedømmets fald.